# Bruce Abernethy
Bruce Abernethy (ur. 14 maja 1928 w Wellington, zm. 1999) – nowozelandzki żużlowiec.

## Życiorys
Trzykrotny medalista indywidualnych mistrzostw Nowej Zelandii: dwukrotnie złoty (Wellington 1950, Christchurch 1951) oraz brązowy (Palmerston North 1949). Uczestnik brytyjskich eliminacji indywidualnych mistrzostw świata w 1951 roku.
Startował w lidze brytyjskiej, w barwach klubu Wembley Lions.